# 安德烈亚斯·布雷道
安德烈亚斯·布雷道（德語：Andreas Bredau，1984年3月21日—），德国男子雪车运动员。他曾代表德国参加国际雪车联合会世界锦标赛，获得一枚金牌、二枚银牌和二枚铜牌。他也曾参加2010年冬季奥运会。